# Arquidiócesis de Keewatin-Le Pas
La arquidiócesis de Keewatin-Le Pas (en latín: Archidioecesis Kivotina-Passitana, en inglés: Roman Catholic Archdiocese of Keewatin–Le Pas y en francés: Archidiocèse de Keewatin-Le Pas) es una circunscripción eclesiástica latina de la Iglesia católica en Canadá, sede metropolitana de la provincia eclesiástica de Keewatin-Le Pas. La arquidiócesis tiene al arzobispo Murray Chatlain como su ordinario desde el 6 de diciembre de 2012. 

## Territorio y organización
La arquidiócesis tiene 430 000 km² y extiende su jurisdicción sobre los fieles católicos de rito latino residentes en la parte septentrional de las provincias de Manitoba y Saskatchewan y una pequeña porción de la parte noroccidental de la provincia de Ontario.
La sede de la arquidiócesis se encuentra en la ciudad de The Pas (o Le Pas), en donde se halla la Catedral de Nuestra Señora del Sagrado Corazón.
En 2019 en la arquidiócesis existían 46 parroquias.
La arquidiócesis tiene como sufragánea a la diócesis de Churchill-Bahía de Hudson.

## Historia
El vicariato apostólico de Keewatin, sufragáneo de la arquidiócesis de Saint-Boniface, fue erigido el 4 de marzo de 1910.
El 25 de julio de 1925 cedió una parte de su territorio para la erección de la prefectura apostólica de la Bahía de Hudson (hoy diócesis de Churchill-Bahía de Hudson) mediante el breve Divini verbi del papa Pío XI.
El 13 de enero de 1940 cedió otra porción de su territorio al vicariato apostólico de la Bahía de Hudson por efecto del decreto Vicarius Apostolicus de la Congregación de Propaganda Fide.
El 13 de julio de 1967, en virtud de la bula Adsiduo perducti del papa Pablo VI, el vicariato apostólico fue elevado al rango de arquidiócesis metropolitana y tomó su nombre actual.
El 25 de enero de 2016 la arquidiócesis pasó de la jurisdicción de la Congregación para la Evangelización de los Pueblos a la jurisdicción de la Congregación para los Obispos.

## Estadísticas
De acuerdo al Anuario Pontificio 2020 la arquidiócesis tenía a fines de 2019 un total de 45 007 fieles bautizados.
| Año                                                                             | Población            | Población | Población      | Sacerdotes | Sacerdotes    | Sacerdotes    | Bautizados por sacerdote | Diáconos permanentes | Religiosos | Religiosos | Parroquias |
| Año                                                                             | Bautizados católicos | Total     | % de católicos | Total      | Clero secular | Clero regular | Bautizados por sacerdote | Diáconos permanentes | Varones    | Mujeres    | Parroquias |
| ------------------------------------------------------------------------------- | -------------------- | --------- | -------------- | ---------- | ------------- | ------------- | ------------------------ | -------------------- | ---------- | ---------- | ---------- |
| 1950                                                                            | 10 954               | 30 954    | 35.4           | 55         | 2             | 53            | 199                      |                      | 82         | 130        | 2          |
| 1965                                                                            | 6 000                | 18 750    | 32.0           | 51         |               | 51            | 117                      |                      | 77         | 144        | 38         |
| 1970                                                                            | 23 000               | 23 000    | 100.0          | 59         |               | 59            | 389                      |                      | 84         | 145        | 57         |
| 1976                                                                            | 25 200               | 67 150    | 37.5           | 51         |               | 51            | 494                      |                      | 73         | 135        | 6          |
| 1980                                                                            | 24 900               | 67 000    | 37.2           | 51         |               | 51            | 488                      | 2                    | 65         | 75         | 4          |
| 1990                                                                            | 38 595               | 93 569    | 41.2           | 29         | 2             | 27            | 1330                     | 1                    | 30         | 32         | 55         |
| 1999                                                                            | 43 481               | 114 039   | 38.1           | 18         | 3             | 15            | 2415                     |                      | 17         | 16         | 48         |
| 2000                                                                            | 42 103               | 113 505   | 37.1           | 20         | 3             | 17            | 2105                     |                      | 19         | 16         | 49         |
| 2001                                                                            | 43 578               | 114 224   | 38.2           | 19         | 3             | 16            | 2293                     |                      | 18         | 17         | 49         |
| 2002                                                                            | 42 916               | 107 797   | 39.8           | 16         | 4             | 12            | 2682                     |                      | 13         | 14         | 49         |
| 2003                                                                            | 42 739               | 110 689   | 38.6           | 15         | 4             | 11            | 2849                     |                      | 12         | 11         | 49         |
| 2004                                                                            | 42 218               | 110 025   | 38.4           | 16         | 6             | 10            | 2638                     |                      | 11         | 9          | 49         |
| 2006                                                                            | 41 869               | 103 735   | 40.4           | 13         | 3             | 10            | 3220                     | 1                    | 11         | 8          | 49         |
| 2013                                                                            | 47 458               | 126 600   | 37.5           | 18         | 5             | 13            | 2636                     |                      | 13         | 7          | 45         |
| 2016                                                                            | 47 520               | 119 889   | 39.6           | 14         | 3             | 11            | 3394                     |                      | 11         |            | 46         |
| 2019                                                                            | 45 007               | 110 898   | 40.6           | 17         | 5             | 12            | 2647                     | 1                    | 12         |            | 46         |
| Fuente: Catholic-Hierarchy, que a su vez toma los datos del Anuario Pontificio. |                      |           |                |            |               |               |                          |                      |            |            |            |

## Episcopologio
- Ovide Charlebois, O.M.I. † (8 de agosto de 1910-20 de noviembre de 1933 falleció)
- Martin Joseph-Honoré Lajeunesse, O.M.I. † (26 de noviembre de 1933 por sucesión-15 de abril de 1954 renunció)
- Paul Dumouchel, O.M.I. † (25 de febrero de 1955-7 de noviembre de 1986 retirado)
- Peter Alfred Sutton, O.M.I. † (7 de noviembre de 1986 por sucesión-25 de marzo de 2006 renunció)
- Sylvain Lavoie, O.M.I. (25 de marzo de 2006 por sucesión-16 de julio de 2012 renunció)
  - William Stang, O.M.I. (16 de julio de 2012-6 de diciembre de 2012) (administrador apostólico)
- Murray Chatlain, desde el 6 de diciembre de 2012